# Koninklijke Watersport Vereeniging Loosdrecht

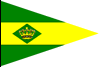
Vaandel van de Koninklijke Watersport Vereeniging 'Loosdrecht'

De Koninklijke Watersport Vereeniging Loosdrecht - kortweg KWVL of KWV 'Loosdrecht' - is de oudste watersportvereniging van Loosdrecht. De vereniging werd opgericht op 10 april 1912 en is thans de grootste watersportvereniging van het land.
Van meet af aan is de vereniging gevestigd aan de Loosdrechtsedijk in Oud-Loosdrecht aan de eerste plas van de Loosdrechtse Plassen. Ter gelegenheid van het vijfde lustrum van de vereniging in 1937 verleende koningin Wilhelmina het predicaat Koninklijk. De kleuren van de vereniging zijn groen en geel, verwijzend naar de kleuren van de in Loosdrecht weelderig tierende gele plomp. In 2012 vierde de vereniging haar 100-jarig bestaan, onder andere met een door koningin Beatrix vanaf de Groene Draeck afgenomen vlootschouw.

roeiblad van de Vereeniging